# Chiesa dei Santi Pietro e Lorenzo
La chiesa dei Santi Pietro e Lorenzo, detta anche semplicemente chiesa di San Pietro, si trova a Valle, frazione di Faedis, in provincia ed arcidiocesi di Udine.

## Storia
In origine vi era una chiesa dedicata a san Lorenzo sull'omonimo monte, poco fuori dal paese, ma era scomoda da raggiungere, specialmente nel periodo invernale. Per questo motivo fin dal XVII secolo gli abitanti di Valle chiesero di costruire una nuova chiesa al centro del paese. 
Alla fine fu consacrata il 30 luglio 1756 dopo molti anni di attesa e di lavori. Di recente è stata oggetto di restauro, grazie al quale sono state eliminate le lesioni causate dal terremoto del Friuli del 1976.